# شمع شیکاگو

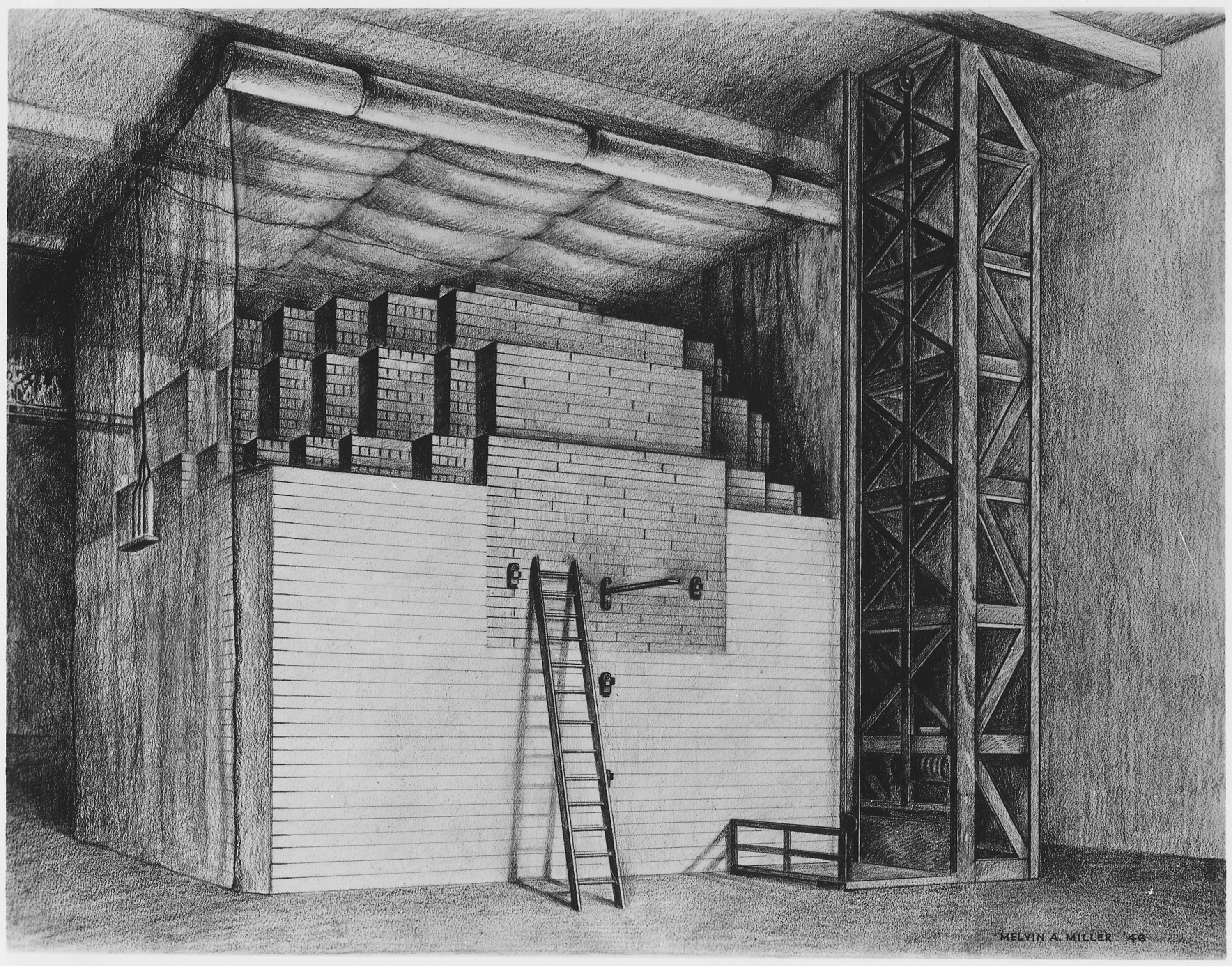
نقاشی از بدنه رآکتور شمع شیکاگو ۱

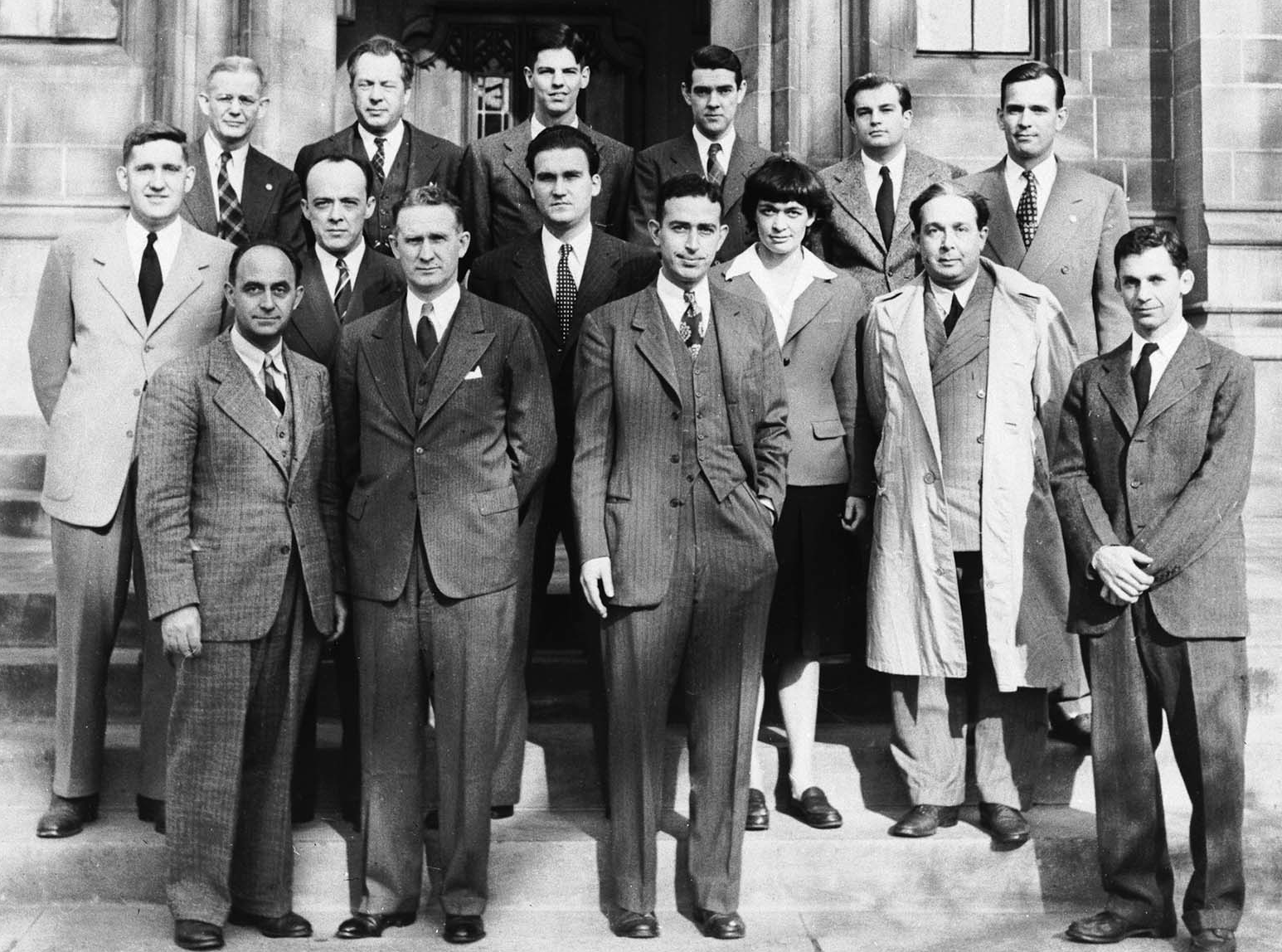
تیم سازنده شمع شیکاگو ۱

شمع شیکاگو یا شیکاگو پیل -۱ (به انگلیسی: Chicago Pile-1) اولین راکتور هسته ای مصنوعی در جهان بود. طی آزمایش‌هایی به رهبری انریکو فرمی در ۲ دسامبر ۱۹۴۲، اولین واکنش زنجیره ای هسته ای خود پایدار و ساخته شده توسط بشر به نتیجه رسید. توسعه مخفی این رآکتور اولین دستاورد مهم فنی برای پروژه منهتن بود، پروژهٔ که در آن تلاش متفقین برای ایجاد بمب‌های اتمی در طول جنگ جهانی دوم به نتیجه رسید. این آزمایشگاه توسط آزمایشگاه متالورژی در دانشگاه شیکاگو توسعه یافت اگرچه مسئولان غیرنظامی و نظامی این پروژه در مورد احتمال وقوع فاجعه در آن بدگمان بودند، اما آنها به محاسبات ایمنی اعتماد کردند و تصمیم گرفتند که این آزمایش را در یک منطقه پرجمعیت انجام دهند. فرمی این رآکتور را به عنوان «یک توده خام از آجرهای سیاه و الوارهای چوبی» توصیف کرد است.
این رآکتور در نوامبر ۱۹۴۲ توسط تیمی متشکل از فرمی، لئو زیلارد (که قبلاً ایده ای برای واکنش زنجیره ای غیر شکافتی تنظیم کرده بود)، لئونا وودز، هربرت ال اندرسون، والتر زین، مارتین دی ویتاکرمونتاژ شد در این رآکتور برای رسیدن به نقطه بحرانی از اورانیوم طبیعی استفاده شد. به همراه گرافیتی که به عنوان تعدیل کننده نوترون استفاده می‌شود، به مقدار زیادی ماده نیاز داشت. این رآکتور حاوی ۴۵۰۰۰ بلوک گرافیت فوق‌العاده خالص با وزن ۳۶۰ تن بود و توسط ۵٫۴ تن فلز اورانیوم و ۴۵ تن اکسید اورانیوم تأمین می‌شد. برخلاف اکثر رآکتورهای هسته ای بعدی، هیچ سیستم محافظتی یا خنک‌کننده اشعه ای نداشت زیرا با قدرت بسیار کم‌کار می‌کرد - حدود نیم وات.
ساخت موفق شیکاگو پیل -۱ که اولین نمایش زنده از امکان استفاده نظامی انرژی هسته ای در بین متفقین این واقعیت خطرناک را که آلمان نازی می‌تواند در تولید سلاح هسته ای موفق باشد را باور پذیر کرد. پیش از این، تخمین توده‌های بحرانی محاسبات خام بوده‌است، که منجر به عدم اطمینان به ترتیب اندازه در مورد اندازه بمب فرضی شده‌است. استفاده موفقیت‌آمیز از گرافیت به عنوان تعدیل کننده زمینه پیشرفت در تلاش متفقین را فراهم کرد، در حالی که برنامه آلمان به دلیل این باور که برای این منظور باید از آب سنگین کمیاب و گران‌قیمت استفاده شود، تا حدودی دچار مشکل شد.
در سال ۱۹۴۳، CP-1 به منطقه رد گیت وود (به انگلیسی: Red Gate Woods) منتقل شد و مجدداً پیکربندی شد تا شیکاگو پیل دو Pile-2) CP-2) ساخته شود. در آنجا برای تحقیق تا سال ۱۹۵۴، مورد استفاده قرار گرفت و بعد از آن نابود شد. اتاقک رآکتور واقع در شهر شیکاگو در اوت ۱۹۵۷ تخریب شد. این سایت اکنون به عنوان یک بنای تاریخی ملی و یک نماد تاریخی شیکاگو مورد استفاده قرار می‌گیرد.

## ریشه ها
ایده واکنش زنجیره ای شیمیایی برای اولین بار در سال 1913 توسط شیمیدان آلمانی ماکس بودنشتاین مطرح گردید . مفهوم واکنش زنجیره ای هسته ای برای اولین بار توسط دانشمند مجارستانی لئو زیلارد در 12 سپتامبر 1933 ثبت شد . زیلارد ایده ساخت شتاب‌دهنده ذره‌ای خطی، شتاب‌دهنده حلقوی و میکروسکوپ الکترونی را نیز مطرح کرده اما هیچکدام از آن‌ها را در ژورنال‌های علمی منتشر نکرد و خودش نیز هیچکدام از آن ابزارها را نساخت. شکافت هسته ای توسط شیمی دانان آلمانی اتو هان و فریتس استراسمن در سال 1938 کشف . در دانشگاه کلمبیا در نیویورک ، فیزیکدان ایتالیایی ، انریکو فرمی ، با آمریکایی ها جان دونینگ ، هربرت ال اندرسون ، اوژن تی بوث ، جی. نوریس گلاسو و فرانسیس جی اسلاک اولین آزمایش شکافت هسته ای را در ایالات متحده در تاریخ 25 ژانویه 1939 انجام شد . در دسامبر سال 1940 ، فرمی و لئو زیلارد با هربرت جی. مک فرسون و ویکتور سی. همیستر در انجمن کربن ملی ملاقات کردند تا در مورد احتمال وجود ناخالصی ها در گرافیت و تهیه گرافیت از خلوصی که هرگز به صورت تجاری تولید نشده بود ، بحث و تبادل نظر کنند. طی دو سال این دانشمندان آزمایش‌ها خود را جلو بردند و در سال 1942 ، 231 تن گرافیت تولید شده به دانشگاه شیکاگو منتق شد تا برای استفاده در شمع شیکاگو 1 آماده گردد .

## حمایت های دولتی

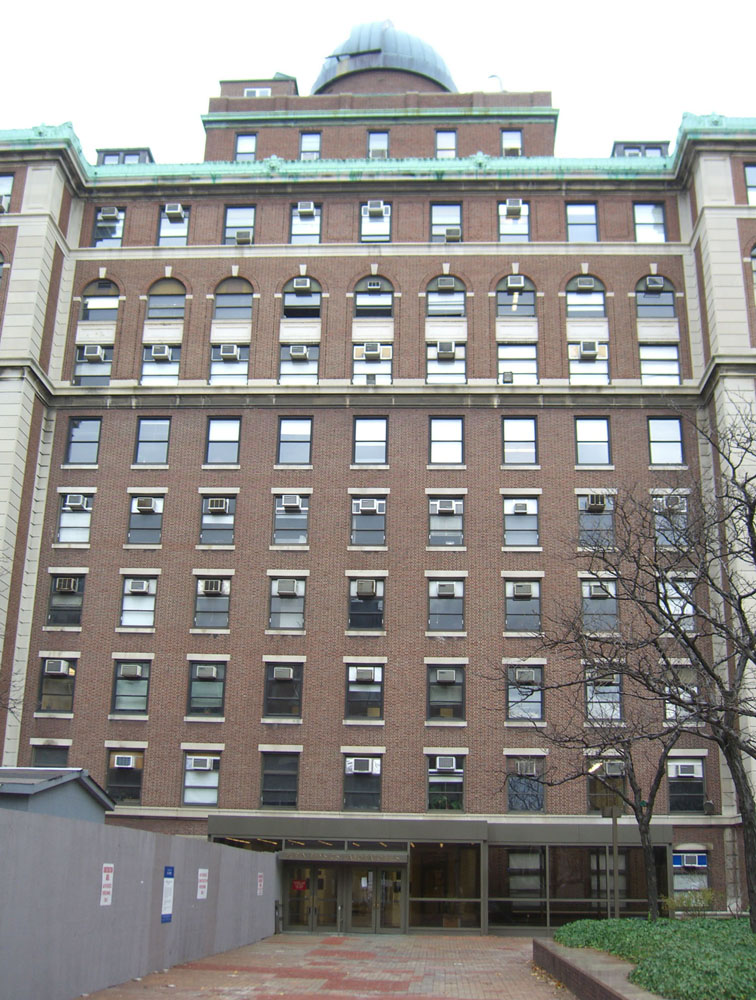
ساختمان پوپین هال دانشگاه کلمبیا

لئو زیلارددر نامه محرمانه ای به رئیس جمهور ، فرانکلین روزولت ، در مورد پروژه سلاح هسته ای آلمان ، توضیحاتی در زمینه امکانات ساخت سلاح هسته ای ، و برنامه تشویق توسعه دولت آلمان نازی برای ایجاد آنها هشدار داد . او در اوت 1939 با کمک یوجین ویگنر و ادوارد تلر به دوست قدیمی و همکارش آلبرت انیشتین نزدیک شد و وی را متقاعد کرد که نامه را امضا کند ، و با امضا انیشتین اعتیار این نامه افزایش یافت. این نامه منجر به ایجاد تحقیق در مورد شکافت هسته ای توسط دولت ایالات متحده شد. در نهایت منجرب به ساخت بمب اتم در پروژه منهتن گردید .

## جستارها
شمع شیکاگو 3
شمع شیکاگو 4 (راکتور آزمایشی I )
شمع شیکاگو 5